# Ray Bryant
Raphael Hommer "Ray" Bryant (Filadelfia, Pensilvania, 24 de diciembre de 1931-2 de junio de 2011) fue un pianista estadounidense de jazz. Es hermano del contrabajista Tommy Bryant y tío de Robin Eubanks.

## Historial
Debuta profesionalmente a los quince años de edad, con la big band de Mickey Collins, tocando después con Tiny Grimes y con una banda de dixieland. Asentado en el Blue Note Club de su ciudad natal como pianista estable, toca con músicos como Dizzy Gillespie, Miles Davis, Charlie Parker, Sonny Stitt, Coleman Hawkins o Sonny Rollins, con quien se introduce en el mundo de las grabaciones en estudios de Nueva York, grabando su primer disco como líder en 1955. Trabaja con Max Roach en 1956, Carmen McRae en 1957, y Art Blakey y Joe Jones, en 1958. Al año siguiente, nuevamente con Gillespie y Roach, además de Charlie Shavers, Curtis Fuller o Melba Liston.
Llega incluso a obtener un pequeño éxito de ventas en 1960, con el tema «Little Susie», dentro del estilo conocido como funky jazz. La de los años 1960 es una década en la que actúa regularmente con su trío, además de trabajar con Sonny Rollins, y aparecer en numerosos Festivales, y de grabar varios discos para el sello Pablo, de Norman Granz.

## Discografía como líder
- 1955: Meet Betty Carter and Ray Bryant, con Betty Carter.
- 1956: The Ray Bryant Trio (Prestige).
- 1957: Me and the Blues con Ike Isaacs y Specs Wright.
- 1958: Alone with the Blues  (Prestige).
- 1959: Now's the Time con Tommy Bryant y Oliver Jackson.
- 1959: Little Susie con Tommy Bryant, Gus Johnson y Eddie Locke.
- 1960: Ray Bryant Plays
- 1960: Con Alma con A'nt Idy Harper, Arthur Harper, Bill Lee y Mickey Roker.
- 1962: Dancing the Big Twist (Columbia) con Jimmy Rowser, Mickey Roker, Joe Newman, Pat Jenkins, Buddy Tate y Matthew Gee; en el tema "Fast Twist", con Harry Edison, Bill Lee, Gus Johnson, Ben Richardson y Ray Barretto.
- 1963: Groove House withcon Tommy Bryant, Bobby Donaldson, Panama Francis, Wally Richardson.
- 1964: Cold Turkey con Ben Riley, Jimmy Rowser.
- 1964: Ray Bryant Soul
- 1964: Soul con Sonny Brown, Tommy Bryant, Walter Perkins.
- 1966: Gotta Travel On con Walter Booker, Clark Terry, Freddie Waits.
- 1966: Lonesome Traveler (Cadet) con Jimmy Rowser, Clark Terry, Freddie Waits, Eugene "Snooky" Young, Richard Davis.
- 1967: The Ray Bryant Touch con Rudy Collins, Jimmy Rowser.
- 1967: Take a Bryant Step
- 1968: Up Above the Rock
- 1969: Sound Ray con Jimmy Rowser, Harold White.
- 1972: Alone at Montreux
- 1975: Hot Turkey con Panama Francis, Major Holley.
- 1976: Here's Ray Bryant con George Duvivier, Grady Tate.
- 1978: All Blues con Sam Jones, Grady Tate.
- 1980: Potpourri con Mickey Roker, Jimmy Rowser.
- 1987: Ray Bryant Trio Today con Rufus Reid, Freddie Waits.
- 1987: Plays Basie & Ellington
- 1989: All Mine...And Yours con Winard Harper, Rufus Reid.
- 1997: Ray's Tribute to His Jazz Piano Friends con Ray Drummond, Winard Harper.
- 1999: Ray Bryant Meets Ray Brown
- 2000: Ray Bryant : Somewhere in France
- 2001: North of the Border con Harry Anderson, Winard Harper.
- 2007: Plays the Complete Little Susie

### Comosideman
Con Art Blakey
- Drum Suite (Columbia, 1957)

Con Arnett Cobb
- Party Time (Prestige, 1959)

Con Miles Davis
- Quintet / Sextet (Prestige, 1955)

Con Dizzy Gillespie
- Duets (Verve, 1957)
- The Greatest Trumpet of Them All (Verve, 1957)
- Sonny Side Up (Verve, 1957) - Con Sonny Rollins y Sonny Stitt

Con Benny Golson
- Benny Golson and the Philadelphians (United Artists, 1958)
- Gone with Golson (New Jazz, 1959)
- Groovin' with Golson (New Jazz, 1959)

Con Al Grey
- Struttin' and Shoutin' (Columbia, 1976 [1983])

Con Tiny Grimes
- Blues Groove (Prestige, 1958) - with Coleman Hawkins
- Callin' the Blues (Prestige, 1958) - with J. C. Higginbotham
- Tiny in Swingville (Swingville, 1959) - with Jerome Richardson

Con Coleman Hawkins
- The Coleman Hawkins, Roy Eldridge, Pete Brown, Jo Jones All Stars at Newport (Verve, 1957)
- Soul (Prestige, 1958)
- Hawk Eyes (Prestige, 1959)

Con Jo Jones
- The Essential Jo Jones (Vanguard 1977)

Con Clifford Jordan
- Cliff Jordan (Blue Note, 1957)

Con Yusef Lateef
- The Gentle Giant (Atlantic, 1971)
- Hush 'N' Thunder (Atlantic, 1972)
- Part of the Search (Atlantic, 1973)

Con Lee Morgan
- City Lights (Blue Note, 1957)

Con Oliver Nelson
- Meet Oliver Nelson (Prestige, 1959)

Con Max Roach
- Max Roach + 4 (EmArcy, 1956)
- Jazz in ¾ Time (EmArcy, 1956–57)
- Moon Faced and Starry Eyed (Mercury, 1959)

Con Sonny Rollins
- Sonny Rollins on Impulse! (MCA Impulse! 29054, 1965)

  Con Zoot Sims
- "Soprano Sax" (Pablo, 1976)